# Арка Германика
Арка Герма́ника (фр. Arc de Germanicus) — античная триумфальная арка начала I века, расположенная в историческом центре Сента (Франция), на набережной реки Шаранта.

## История
Арка была построена в 18 либо 19 году в городе Сенте, в то время — столице римской провинции Аквитании, носившей название Медиоланум Сантонум (Mediolanum Santonum). Её строительство финансировалось видным жителем города Юлием Руфусом (C. Julius Rufus). Согласно сохранившейся надписи, она воздвигнута в честь императора Тиберия, его сына Друза и племянника Германика.
Двухпролётная арка первоначально располагалась на античном мосту через Шаранту, в завершении римской дороги между Лионом и Сентом (Lugdunum — Mediolanum Santonum). В 1665—1666 годах, во время постройки нового арочного моста, она была отремонтирована неким Блонделем (mr. Blondel) с тем, чтобы установить её посередине моста в качестве проездной арки.
В 1843 году, во время строительства нового моста, она была передвинута на пятнадцать метров и установлена на набережной реки — это было сделано по предложению Проспера Мериме, выступившего против её разрушения. В 1851 году были проведены работы по восстановлению арки.
5 июля 1905 года арка Германика была включена в реестр исторических памятников Франции. В 1931 году в непосредственной близости расположился Археологический музей Сента.

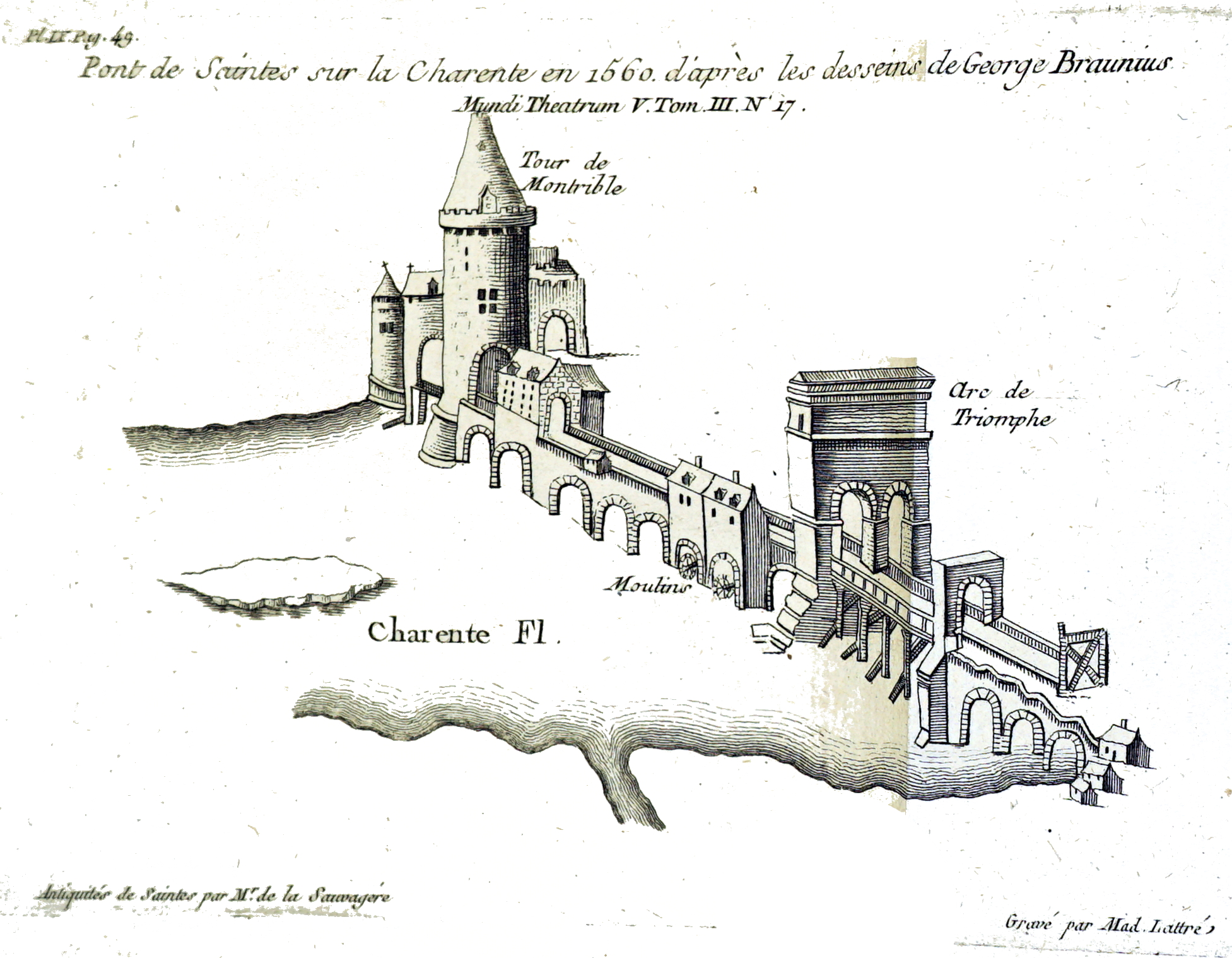
Положение арки на мосту через Шаранту в 1560 году, гравюра по рис. Георга Браниуса, 1770 год
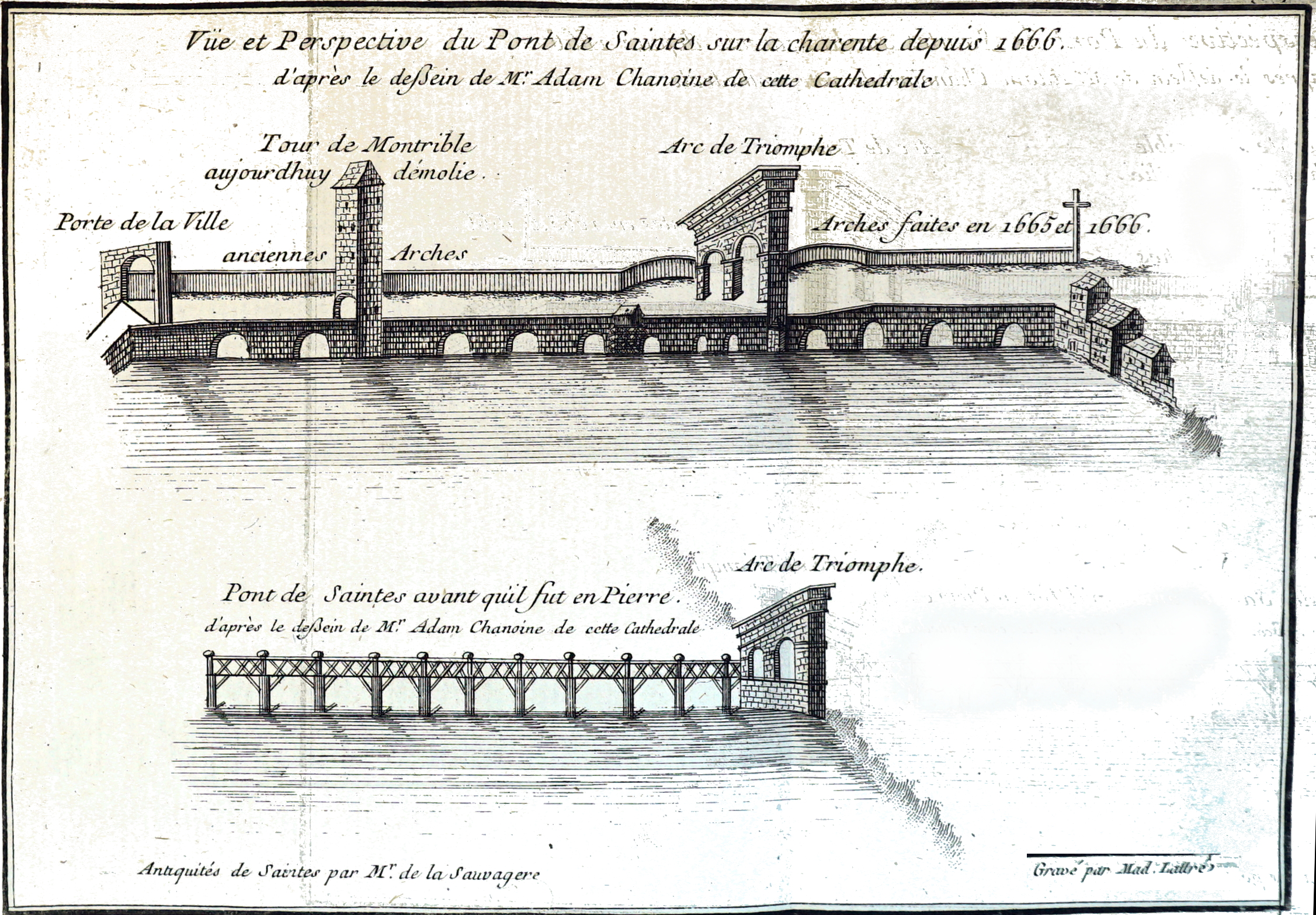
Положение арки на мосту через Шаранту после 1666 года, гравюра по рис. Адама Шануана, 1770 год
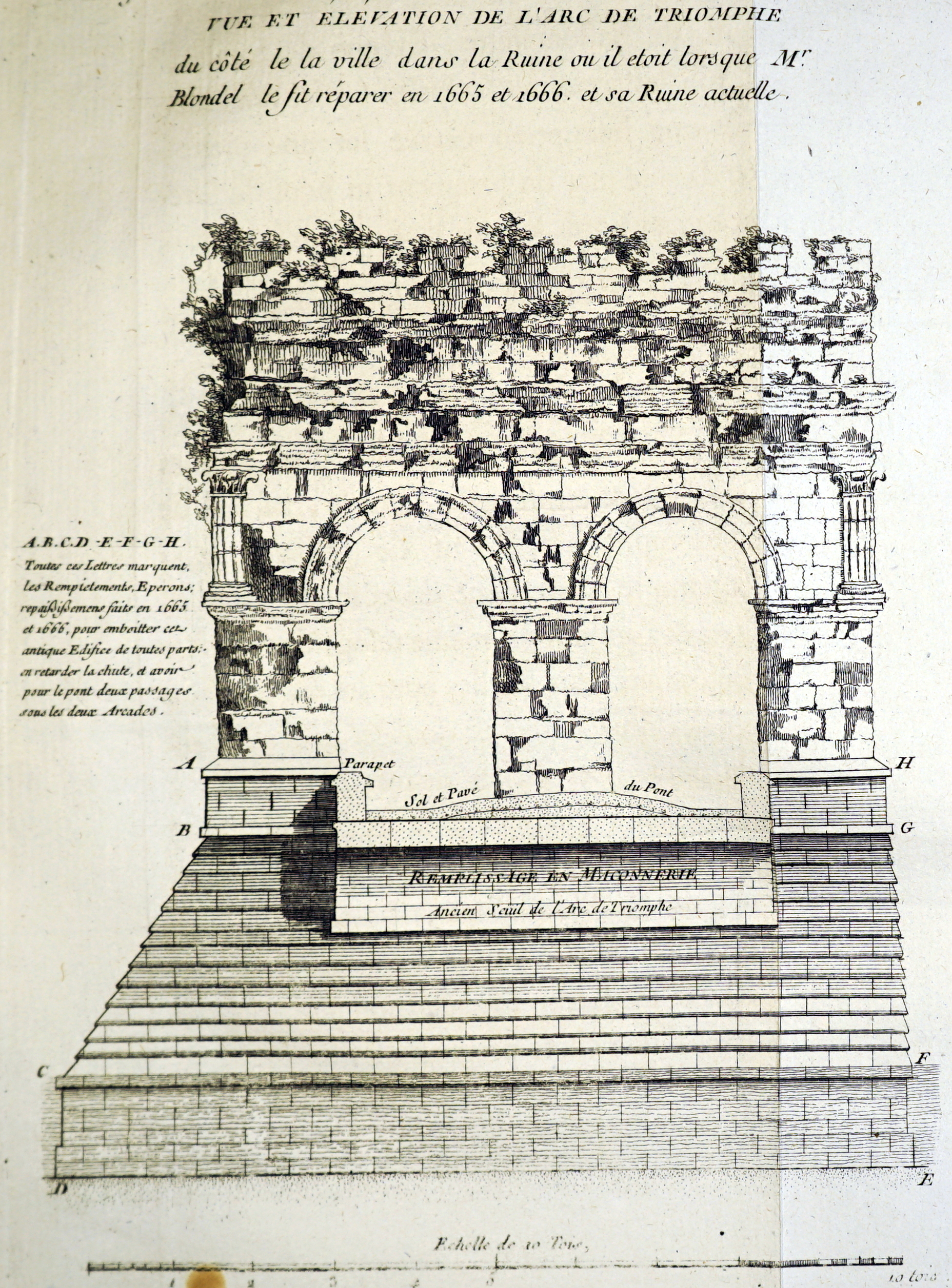
Внешний вид арки в 1666 году
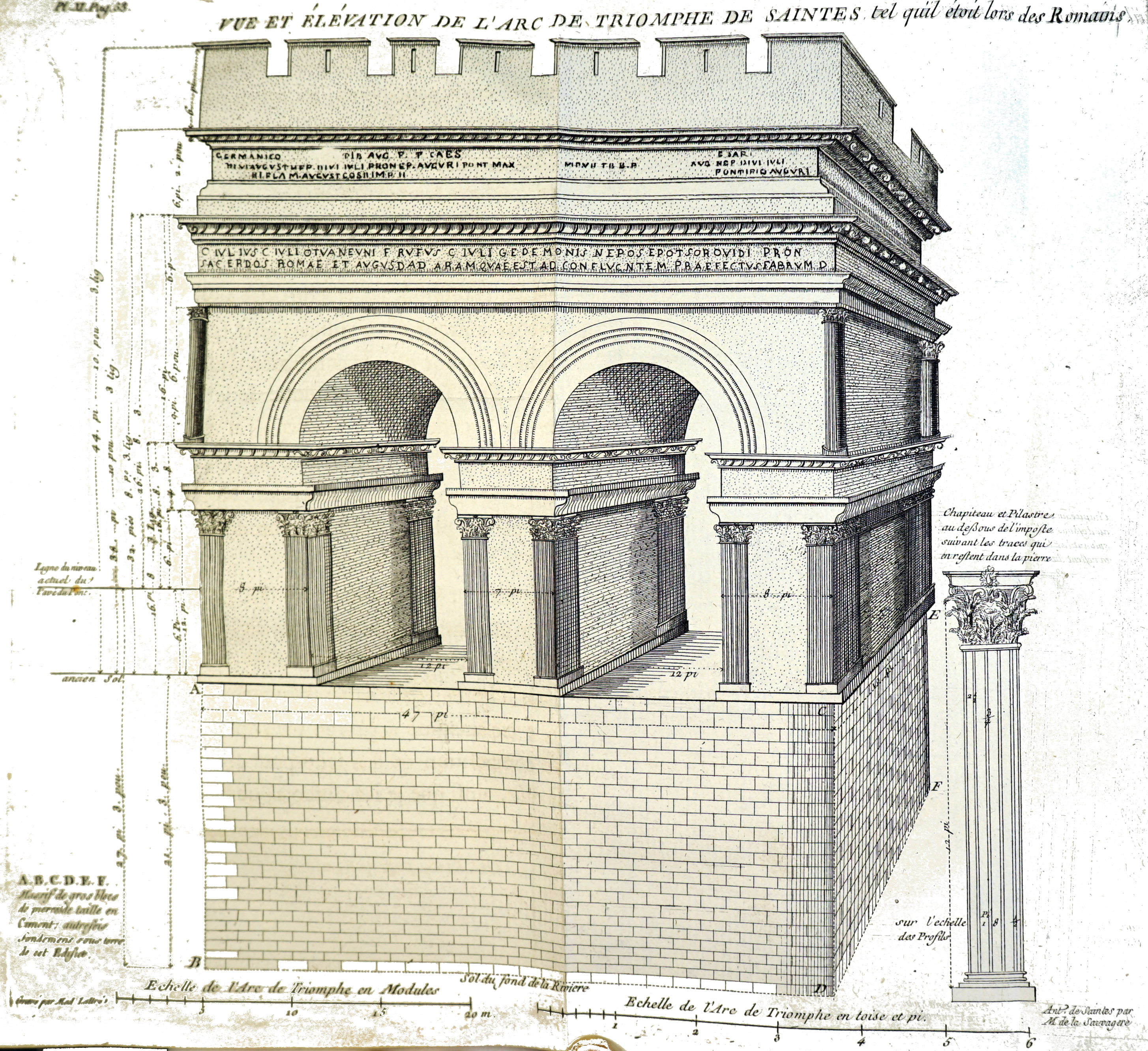
Реконструкция первоначального вида арки, гравюра 1770 года

## Надписи

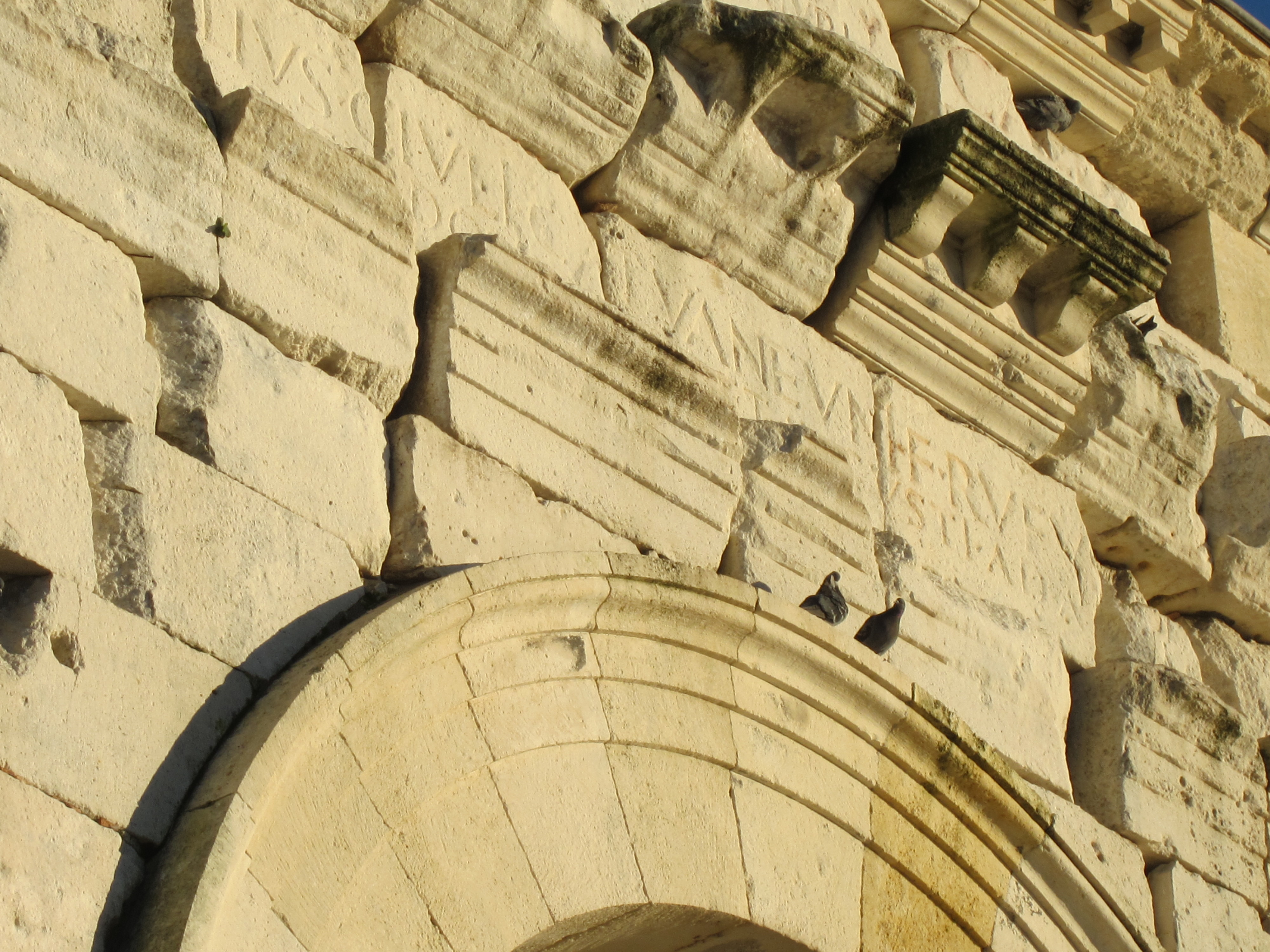
Фрагмент латинской надписи на арке

Латинская надпись, сохранившаяся на арке, довольно сильно повреждена, однако поддаётся прочтению. Надпись посвящения, расположенная на аттике, указывает на имена императора Тиберия (42 год до н. э. — 37 год н. э.), его сына Друза (13 год до н. э. — 23 год н. э.) и племянника и приёмного сына Германика (15 год до н. э. — 19 год н. э.), в честь которого арка и носит своё настоящее имя. В 16 году в битве при Идиставизо Германик разбил армию Арминия и после возвращения войска в Рим в столице праздновался его триумф, впервые со времён триумфа Октавиана Августа в 29 году до н. э. Именно это и позволяет предположить, что датой строительства был период между 18 и 19 годами.
GERMANICO [caesa]R[i] TI(beri) AVG(usti) F(ilio)

DIVI AVGVSTI NEP(oti) DIVI IVLI PRONEP(oti) AVGVRI

FLAM(ini) AVGVST(ali) CO(n)S(uli) II IMP(eratori) II

TI(berio) CAESAR[i divi aug(usti) f(ilio) divi iuli nep(oti) aug(usto)]

PONTIF(ici) MAX{s}(imo) [co(n)s(uli) III] IMP(eratori) VIII [tri]B(unicia) POT(estate) [XXI]

DR[us]O CAESARI [ti(beri) aug(usti)] F(ilio)

[divi augusti] NEP(oti) DIVI IVLI

[pronep(oti) co(n)s(uli)] PONTIFICI AVGVRI
Надпись на антаблементе, находящаяся под посвящением, указывает на имя донатора Юлия Руфуса (C. Julius Rufus) и его родословную. Она дублируется с обеих сторон сооружения и свидетельствует об аристократическом сознании Руфуса и закреплении статуса его семьи в качестве главы города. Юлиус Гедемо, дед Руфуса, был первым членом семьи, получившим римское гражданство, вероятно, благодаря Юлию Цезарю во время Галльских войн или вскоре после их окончания. Руфус, римский гражданин в третьем поколении, является первым представителем рода, взявшим полностью римское имя и отказавшимся от прозвища кельтского происхождения: этот факт подчёркивает прогрессивный курс на латанизацию, выбранный этой видной галльской семьёй. Он также известен как священник Рима и Августа благодаря посвящению, найденному в амфитеатре трёх Галлий античного Лугдуна (современный Лион), указанном здесь как confluentem (в Лугдуне находился алтарь трёх Галлий, воздвигнутый Друзом-Старшим в 12 году до н. э., где раз в год встречались представители городов трёх Галлий).
C(aius) IVLIVS C(ai) IVLI CATVANEVNI F(ilius) RVFVS [c(ai) iul(i) agedomopatis nepos epotsorovidi pronep(os) volt(inia)]

SACERDOS ROMAE ET AVGVSTI AD ARAM [quae est ad confluentem praefectus fabrum d(e) s(ua) p(ecunia) f(ecit)]

C(aius) IVLI[us] C(ai) IVLI C[a]TVANEVNI F(ilius) RVFVS C(ai) IVLII AGEDOMO[patis] NEPOS EPOTSOROVIDI PRON(epos) V[olt(inia)]

[sacerdos Romae et Au]GVSTI [ad a]RAM QV[a]E EST AD CONFLVENT[em praefectus fab]RV[m] D(e) [s(ua) P(ecunia) F(ecit)]